# Don Ford
Donald J. "Don" Ford (Santa Bárbara, California, 31 de diciembre de 1952) es un exjugador de baloncesto estadounidense que disputó siete temporadas en la NBA, y una más en la liga italiana. Con 2,06 metros de estatura, jugaba en la posición de ala-pívot.

## Trayectoria deportiva

### Universidad
Jugó una temporada con los Lobos de la Universidad de Nuevo México, en la que promedió 6,9 puntos y 4,1 rebotes por partido, para ser posteriormente transferido a los Gauchos de la Universidad de California en Santa Bárbara, donde jugó otra temporada más, en la que promedió 19,6 puntos y 8,4 rebotes por partido.

#### Estadísticas
| Temporada | Equipo           | Conferencia | Partidos | MIN  | TC  | TCA  | %TC  | 3P | 3PA | %3P | TL  | TLA | %TL  | REB | PTS  |
| 1972-73   | New Mexico Lobos | WAC         | 27       | 21.7 | 3.0 | 7.0  | .421 |    |     |     | 0.9 | 1.3 | .735 | 4.1 | 6.9  |
| 1974-75   | UCSB Gauchos     | Ind.        | 26       |      | 8.1 | 14.7 | .552 |    |     |     | 3.4 | 4.3 | .793 | 8.4 | 19.6 |
| Total     | -                |             | 53       | 21.7 | 5.5 | 10.8 | .509 |    |     |     | 2.1 | 2.7 | .779 | 6.2 | 13.1 |

### Profesional
Fue elegido en la nonagésimo segunda posición del Draft de la NBA de 1975 por Los Angeles Lakers, donde jugó cuatro temporadas y media, siendo la más destacada la primera de ellas, en la que promedió 9,6 puntos y 4,4 rebotes por partido actuando como sexto hombre.
Mediada la temporada 1979-80 fue traspasado junto con una primera ronda del draft del 80 a Cleveland Cavaliers, a cambio de Butch Lee y una primera ronda del draft del 82, que acabó siendo el número 1 del mismo, James Worthy. En los Cavs, tras una buena primera temporada, en la que promedió 7,3 puntos y 4,1 rebotes por partido, jugó dos más en las que se vio relegado a uno de los últimos puestos del banquillo.
En 1982 fichó por el Berloni Torino de la liga italiana, donde jugó temporada y media en la que promedió 20 puntos y 6 rebotes por partido.

## Estadísticas de su carrera en la NBA

### Temporada regular
| Temporada | Edad | Equipo              | Liga | P   | TIT | MIN  | TC  | TCA | %TC  | 3P  | 3PA | %3P  | TL  | TLA | %TL  | R.OF. | R.DEF. | REB | ASIS | ROB | TAP | PER | FP  | PTS |
| 1975-76   | 23   | Los Angeles Lakers  | NBA  | 76  |     | 24.2 | 4.1 | 9.3 | .438 |     |     |      | 1.4 | 1.8 | .748 | 1.6   | 2.8    | 4.4 | 1.5  | 0.7 | 0.2 |     | 2.4 | 9.6 |
| 1976-77   | 24   | Los Angeles Lakers  | NBA  | 82  |     | 21.7 | 3.2 | 7.0 | .460 |     |     |      | 0.9 | 1.2 | .716 | 1.3   | 3.0    | 4.3 | 1.6  | 0.7 | 0.3 |     | 2.1 | 7.3 |
| 1977-78   | 25   | Los Angeles Lakers  | NBA  | 79  |     | 24.6 | 3.4 | 7.3 | .472 |     |     |      | 0.9 | 1.1 | .756 | 1.3   | 3.1    | 4.5 | 1.8  | 0.9 | 0.6 | 1.1 | 2.7 | 7.7 |
| 1978-79   | 26   | Los Angeles Lakers  | NBA  | 79  |     | 19.5 | 2.9 | 5.7 | .507 |     |     |      | 0.9 | 1.1 | .809 | 1.1   | 2.3    | 3.4 | 1.3  | 0.6 | 0.3 | 1.2 | 2.2 | 6.7 |
| 1979-80   | 27   | TOTAL               | NBA  | 73  |     | 13.7 | 1.8 | 3.8 | .478 | 0.0 | 0.0 | .333 | 0.6 | 0.7 | .849 | 0.6   | 1.9    | 2.5 | 0.9  | 0.3 | 0.3 | 0.7 | 1.8 | 4.2 |
| 1979-80   | 27   | Los Angeles Lakers  | NBA  | 52  |     | 11.2 | 1.3 | 2.5 | .508 | 0.0 | 0.0 | .000 | 0.4 | 0.5 | .821 | 0.4   | 1.4    | 1.9 | 0.7  | 0.2 | 0.3 | 0.6 | 1.7 | 3.0 |
| 1979-80   | 27   | Cleveland Cavaliers | NBA  | 21  |     | 20.0 | 3.1 | 6.9 | .451 | 0.0 | 0.1 | .500 | 1.0 | 1.2 | .880 | 1.0   | 3.1    | 4.1 | 1.4  | 0.5 | 0.3 | 1.0 | 2.1 | 7.3 |
| 1980-81   | 28   | Cleveland Cavaliers | NBA  | 64  |     | 15.6 | 1.6 | 3.5 | .446 | 0.0 | 0.0 | .000 | 0.3 | 0.4 | .917 | 1.2   | 1.4    | 2.6 | 1.3  | 0.2 | 0.2 | 0.8 | 1.6 | 3.5 |
| 1981-82   | 29   | Cleveland Cavaliers | NBA  | 21  | 1   | 9.6  | 0.4 | 1.1 | .375 | 0.0 | 0.0 | .000 | 0.2 | 0.3 | .833 | 0.7   | 1.0    | 1.7 | 0.5  | 0.4 | 0.0 | 0.7 | 1.4 | 1.1 |
| Total     |      |                     | NBA  | 474 | 1   | 19.6 | 2.8 | 6.0 | .464 | 0.0 | 0.0 | .143 | 0.8 | 1.1 | .773 | 1.1   | 2.4    | 3.6 | 1.4  | 0.6 | 0.3 | 0.9 | 2.1 | 6.4 |

### Playoffs
| Temporada | Edad | Equipo             | Liga | P  | MIN | TCA | TC  | 3PA | 3P | TLA | TL | R.OF. | REB | ASIS | ROB | TAP | PER | FP | PTS | %TC  | %3P | %FT  | MIN  | PTS  | REB | AST |
| 1976-77   | 24   | Los Angeles Lakers | NBA  | 11 | 333 | 42  | 98  |     |    | 27  | 36 | 22    | 58  | 37   | 17  | 4   |     | 28 | 111 | .429 |     | .750 | 30.3 | 10.1 | 5.3 | 3.4 |
| 1977-78   | 25   | Los Angeles Lakers | NBA  | 1  | 10  | 0   | 3   |     |    | 0   | 0  | 2     | 5   | 0    | 1   | 0   | 1   | 2  | 0   | .000 |     |      | 10.0 | 0.0  | 5.0 | 0.0 |
| 1978-79   | 26   | Los Angeles Lakers | NBA  | 8  | 138 | 16  | 30  |     |    | 1   | 3  | 2     | 22  | 7    | 3   | 2   | 4   | 20 | 33  | .533 |     | .333 | 17.3 | 4.1  | 2.8 | 0.9 |
| Total     |      |                    | NBA  | 20 | 481 | 58  | 131 |     |    | 28  | 39 | 26    | 85  | 44   | 21  | 6   | 5   | 50 | 144 | .443 |     | .718 | 24.1 | 7.2  | 4.3 | 2.2 |